# Benved
Benved (Euonymus europaeus) är en i Sverige ganska sällsynt förekommande buske eller ett mindre träd. Den växer i Skåne, Blekinge, Halland, södra Småland, Öland och Gotland. Växten är vanlig i stora delar av Europa och förekommer sparsamt på sina håll i Nordamerika samt Nya Zeeland, men är inte ursprunglig där. Även i Europa ökade arten sin utbredning med människans hjälp.
Dialektalt kallas växten på Gotland Bainvid. Andra namn är korsbär, alster och spelbom. (Spelbom antas vara en förvrängning av ett av växtens många tyska namn, Spindelbaum.)

## Utseende
Benved växer ofta som en buske, men kan bli upp till 10 m hög och är då ett litet träd. Den växer i den smalstammiga undervegetationen i lövskogar och skogsbryn tillsammans med andra buskar.
Blommorna och bladen är oansenliga, men de rosenröda frukterna, som sitter kvar långt in på vintern, har gjort denna benved ganska vanlig som prydnadsväxt i trädgårdar och parker. Namnet "benved", som används även om andra småträd, till exempel skogsolvon (Viburnum opulus), skogstry (Lonicera xylosteum) och skogskornell (Cornus sanguinea), syftar på den gulaktiga, hårda och fina veden.
Blomman har en stor nektaralstrande skiva innanför ståndarna och runt pistillens stift. Denna utgör blommans översta stamdel (blomaxeln) och dess starka utvidgning på bredden och ombildning till en tjock skiva gör att fruktämnet ibland tvingas ner under hyllet och ståndarfästet (undersittande fruktämne).
Fruktens rosenröda färg utgör en tydlig signal för djur. Fröna sitter kvar även när fröhusets rum står vidöppna. Omkring fröet sitter en köttig, orangegul mantel, det så kallade fröhöljet (arillus).
Lövens höstfärg är ofta i en röd färgskala.
Benvedens kvistar skiljer sig från andra träd och buskar genom de smala korkartade listerna i kvistarna som ger dem ett fyrkantigt utseende.

## Giftighet
För människan smakar bäret inte gott och kan vara farligt att förtära, men det avskräcker inte fåglar. När dessa biter sönder fröhöljet, blir det egentliga fröet fritt och faller till marken. Även andra växtdelar kan ge människor problem vid förtäring, men giftigheten i bladen avtar efter blomningen.
| Fröna           | Barken       | Bladen     |
| --------------- | ------------ | ---------- |
| Evonin          | Bitterämnen  | Triterpen  |
| Koffein         | Garvämnen    |            |
| Steroidglykosid | (cardenolid) | Phlobaphen |
| Teobromin       |              |            |

Problemen vid förtäring är vanligen av övergående natur (kräkningar, magsmärtor, diarré). Allvarliga fall är sällsynta, men oregelbunden hjärtverksamhet och kramper kan förekomma. Om mer än 5 frön förtärts bör Giftinformationscentralen (telefon 112) kontaktas. Dödsfall hos vuxen har inträffat efter 36 frön.

## Användning
Den hårda veden kan användas som vackert snickarvirke, men på grund av de klena dimensionerna duger det bara till småsaker. I Storbritannien, där trädet kallas för spindle tree användes virket förr till alla möjliga föremål såsom stickor (att sticka plagg med), provstickor vid matlagning, pinnar i ryggen till pinnstolar samt till tvärslåar. Även pipskaft till lerpipor och tunna, svarvade utsmyckningar på diverse möbler och framställning av träkol.
En annan användning är vid växtfärgning, där benved kan ge ylle gula och gröna nyanser.

### Medicinsk användning
Inom folkmedicinen används benved för utvärtes bruk där frukterna används för ingnidning mot skabb. De torkade, pulveriserade löven, eller en dekokt av bladen, användes till att behandla hundskabb samt i salva mot ohyra.
Invärtes är substrat av benved kraftigt laxerande, kräkningsframkallande och galldrivande.

## Status
För beståndet är inga hot kända. Endast i Estland listas benved som nära hotad (NT). Hela beståndet klassificeras av IUCN som livskraftig (LC).

## Bilder

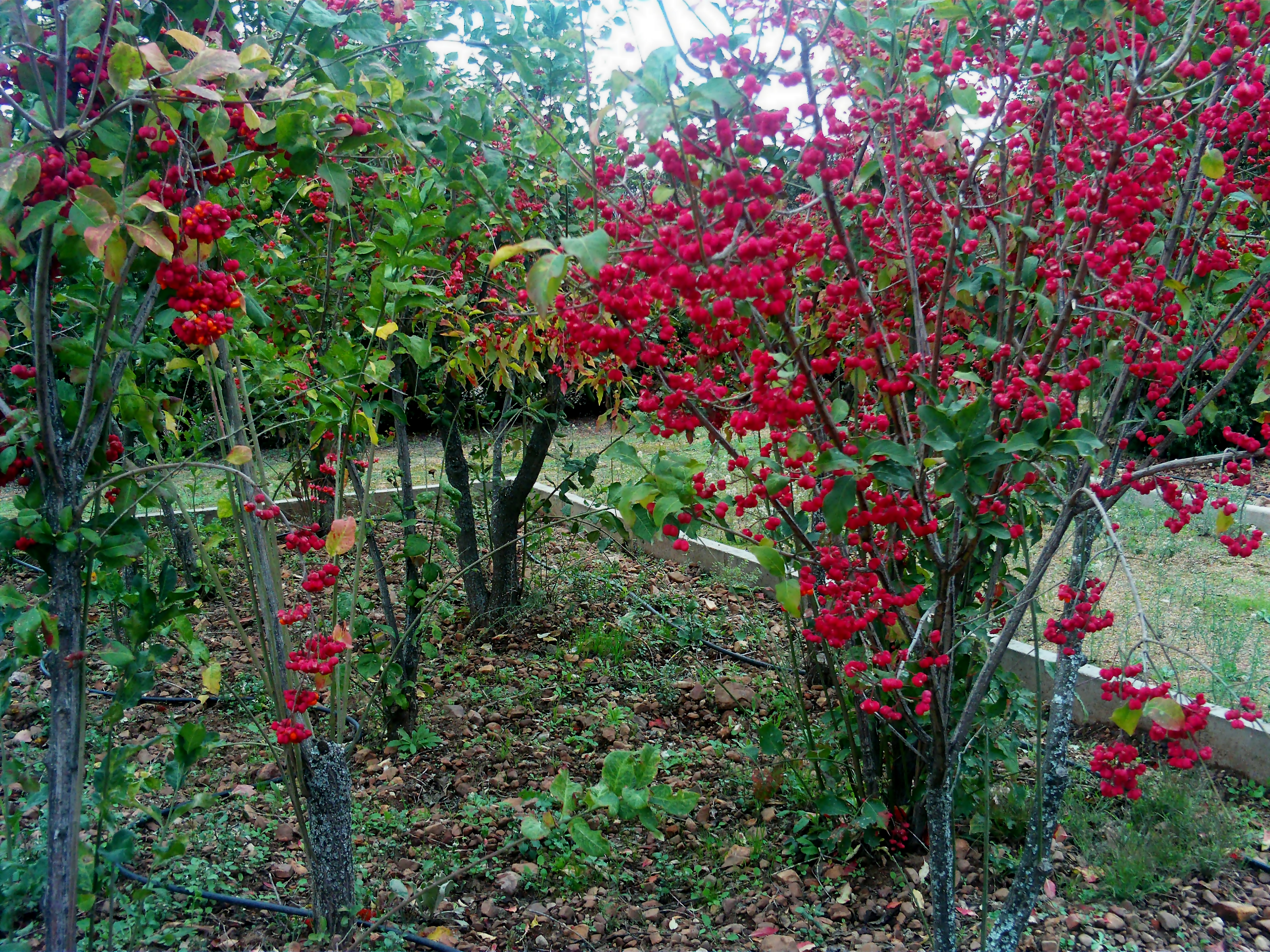
Benvedbuskar med frukter
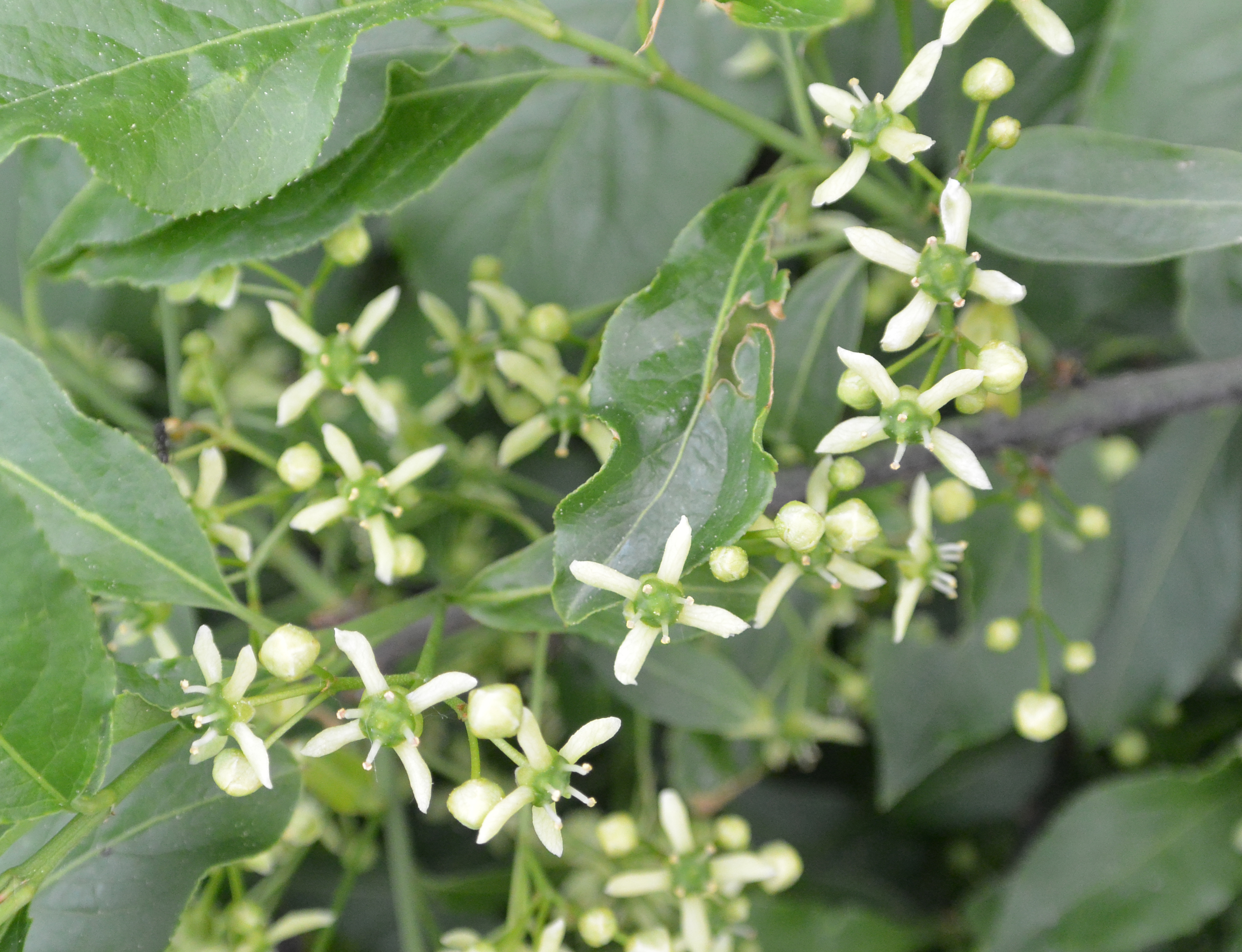
Blommor och blad
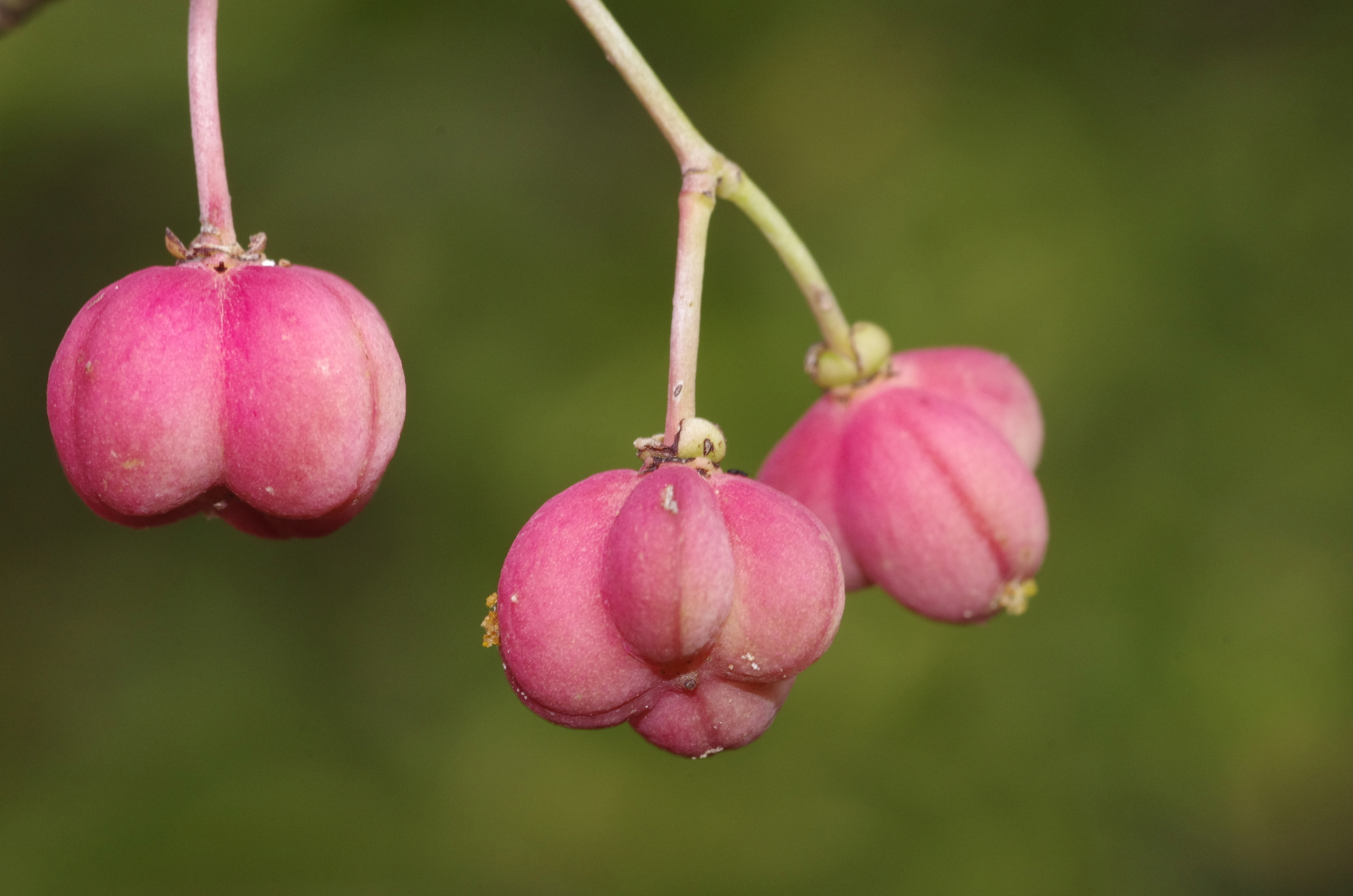
Frukter